# Eudaldo Jaumeandreu
Eudaldo o Eudald Jaumeandreu y Triter (Barcelona, 1774 - 1840) fue un fraile agustino secularizado, economista y jurista español.

## Biografía
De formación eclesiástica como agustino, obtuvo el grado de doctor en teología. Desde el final de la Guerra de Independencia (1814) enseñó Economía civil en Palma de Mallorca. Aprovechando las leyes del Trienio Liberal, se exclaustró en 1822 y vivió como presbítero secular, enseñando economía política y derecho político en la Junta de Comercio y en otras instituciones de Barcelona (por ejemplo, en la Real Academia de Ciencias Naturales y Artes de Barcelona y, por último, en la Facultad de Derecho de la Universidad de Barcelona, restaurada por traslado de la de Cervera a causa de la Real Orden de 1 de septiembre de 1837. Fue miembro de la Real Academia de Buenas Letras de Barcelona.
De ideología liberal, era partidario de una moderada reforma agraria y del libre mercado en el interior, aunque destaca fundamentalmente por su defensa de un fuerte proteccionismo frente a los productos extranjeros.
Su importante papel en la historia de la economía española como introductor del liberalismo económico y articulador de los intereses proteccionistas de la burguesía catalana ha sido destacado por los estudios de Ernest Lluch. Se proponía construir una visión del mundo, de la sociedad y de la economía según las necesidades de la población. Definía la economía como una ciencia que enseñaba los medios para proporcionar la abundancia a los individuos de un estado y como la ciencia que enseñaba a combinar el interés público y el interés individual.

## Discípulos y contradictores
Entre sus discípulos estuvieron Juan Illas Vidal (catedrático de Derecho Mercantil en la misma Junta de Comercio y fundador del Instituto Industrial de Cataluña -1848-), Lorenzo Presas Puig (matemático, cartógrafo y agrimensor), Laureano Figuerola (economista), Juan Güell Ferrer (empresario, padre de Eusebio Güell), José Sol y Padrís (político y empresario), Joaquim Rubió i Ors (escritor), Manuel Milá y Fontanals (erudito y filólogo), Buenaventura Carlos Aribau (economista y escritor) y muchos otros.
Félix Torres Amat, en Memorias para ayudar a formar un diccionario critico de los escritores catalanes (1836), le califica de este modo:

La libertad era un ídolo ante el cual se enajenaba Jaumandreu, llevándole más allá de lo que a su estado y a sus luces convenía.

## Obras
- Centum propositiones decem in libros distributae quas in comitiis prov. Aragoniae ordinis Augustiniani (tesis doctoral)
- Rudimentos de economía política, 1816
- Memoria sobre la necesidad del sistema prohibitivo, 1834
- Curso elemental de economía política con aplicación a la legislación económica de España, 1836
- Curso elemental de derecho público, precedido de algunas nociones generales del Derecho natural y de gentes, 1836
- Catecismo razonado o exposición de los artículos de la Constitución política de la monarquía española en comentario a la de 1837, 1839
- Tratado elemental de Derecho civil romano y español, 1838
- Instituciones de Derecho mercantil de España (editada póstumamente, 1848)